# 東田辺 (大阪市)
東田辺（ひがしたなべ）は、大阪府大阪市東住吉区にある町名。現行行政地名は東田辺一丁目から東田辺三丁目。

## 地理
東住吉区の中央部に位置し、東に駒川、西に南田辺、南に鷹合 、北に田辺と接している。

## 歴史

### 沿革
1980年（昭和55年）、大阪市東住吉区田辺本町1 - 8丁目・田辺東ノ町1 - 8丁目・西鷹合町1 - 3丁目の各一部より、東田辺1 - 3丁目成立。

## 世帯数と人口
2024年（令和6年）9月30日現在の世帯数と人口は以下の通りである。
| 丁目         | 世帯数    | 人口    |
| ------------ | --------- | ------- |
| 東田辺一丁目 | 575世帯   | 1,012人 |
| 東田辺二丁目 | 927世帯   | 1,850人 |
| 東田辺三丁目 | 944世帯   | 1,858人 |
| 計           | 2,446世帯 | 4,720人 |

### 人口の変遷
国勢調査による人口の推移。
| 1995年（平成7年）  | 4,968人 | [ 6 ]  |  |
| 2000年（平成12年） | 5,083人 | [ 7 ]  |  |
| 2005年（平成17年） | 5,079人 | [ 8 ]  |  |
| 2010年（平成22年） | 4,731人 | [ 9 ]  |  |
| 2015年（平成27年） | 4,697人 | [ 10 ] |  |
| 2020年（令和2年）  | 4,488人 | [ 11 ] |  |

### 世帯数の変遷
国勢調査による世帯数の推移。
| 1995年（平成7年）  | 1,976世帯 | [ 6 ]  |  |
| 2000年（平成12年） | 2,143世帯 | [ 7 ]  |  |
| 2005年（平成17年） | 2,175世帯 | [ 8 ]  |  |
| 2010年（平成22年） | 2,082世帯 | [ 9 ]  |  |
| 2015年（平成27年） | 2,066世帯 | [ 10 ] |  |
| 2020年（令和2年）  | 2,161世帯 | [ 11 ] |  |

## 学区
市立小・中学校に通う場合、学区は以下の通りとなる。なお、小学校・中学校入学時に学校選択制度を導入しており、通学区域以外に東住吉区の小学校・中学校から選択することも可能。
| 丁目         | 番   | 小学校               | 中学校             |
| ------------ | ---- | -------------------- | ------------------ |
| 東田辺一丁目 | 全域 | 大阪市立東田辺小学校 | 大阪市立中野中学校 |
| 東田辺二丁目 | 全域 | 大阪市立東田辺小学校 | 大阪市立中野中学校 |
| 東田辺三丁目 | 全域 | 大阪市立東田辺小学校 | 大阪市立中野中学校 |

## 事業所
2021年（令和3年）現在の経済センサス調査による事業所数と従業員数は以下の通りである。
| 丁目         | 事業所数  | 従業員数 |
| ------------ | --------- | -------- |
| 東田辺一丁目 | 65事業所  | 680人    |
| 東田辺二丁目 | 69事業所  | 372人    |
| 東田辺三丁目 | 66事業所  | 355人    |
| 計           | 200事業所 | 1,407人  |

## 交通

### バス
- 大阪シティバス[15]
  - 54B・54D号系統：東田辺三丁目
- 北港観光バス[16]
  - 西田辺瓜破西線：鷹合1丁目 - 東住吉警察署前

### 道路
- 大阪府道5号大阪港八尾線（南港通）

### 鉄道
- 区域内に鉄道はない[17]が、近鉄南大阪線の針中野駅とOsaka Metro谷町線の駒川中野駅が便利である。
- 上述の南港通より北の区域では近鉄南大阪線の今川駅、Osaka Metro谷町線の田辺駅も最寄り駅となる。

## 施設
- 大阪市東住吉区役所
- 大阪市立東田辺小学校
- 東田辺コティ保育園（旧：大阪市立田辺東保育所）
- 大阪市立東住吉図書館
- 東住吉東田辺郵便局
- 東田辺公園
- 東田辺さくら公園
- 東田辺中央公園

## その他

### 日本郵便
- 〒546-0032[3]（集配局：東住吉郵便局[18]）